# Есаулов, Иван Спиридонович
Иван Спиридонович Есаулов (28 марта 1899 года, пригород Каменный Брод, Славяносербский уезд, Екатеринославская губерния — 1969 год, Куйбышев) — советский военачальник, полковник (1939).

## Начальная биография
Иван Спиридонович Есаулов родился 28 марта 1899 года в пригороде Каменный Брод Славяносербского уезда Екатеринославской губернии.
Работал в Луганске токарем по металлу на заводе Гартмана, а с 1915 года — на патронном заводе.

## Военная служба

### Гражданская война
10 мая 1917 года вступил в красногвардейский отряд Луганской рабочей боевой дружины под командованием А. Я. Пархоменко, после чего принимал участие в боевых действиях против гайдамаков. 15 марта 1918 года И. С. Есаулов перешёл в 1-й Луганский социалистический отряд К. Е. Ворошилова, после чего участвовал в боях против германских войск в районе Харькова.
В марте 1919 года Луганским парткомом И. С. Есаулов переведён в политотдел 13-й стрелковой дивизии (8-я армия), где служил секретарём особого отдела, а затем политкомиссаром дорожно-мостового батальона в Лисичанске. С сентября служил в конной разведке в составе 116-го стрелкового полка, а затем — в особом отряде 8-й армии. С января 1920 года был старшим разведчиком батареи в составе 15-го артиллерийского дивизиона, а затем — в составе Особой бригады 2-й конной армии. Принимал участие в боевых действиях против войск под командованием П. Н. Врангеля в районе Александровска, в Северной Таврии, на каховском плацдарме, а затем — в ходе Перекопско-Чонгарской операции.

### Межвоенное время
В начале 1921 года Особая бригада была включена в состав 16-й кавалерийской дивизии, а И. С. Есаулов назначен старшим разведчиком в составе 16-го конноартиллерийского дивизиона. В июне того же года направлен на учёбу в дивизионную кавалерийскую школу 16-й кавалерийской дивизии, а затем переведён в дивизионную кавалерийскую школу 2-й Ставропольской кавалерийской дивизии имени М. Ф. Блинова, после окончания которой в июне 1922 года назначен на должность командира взвода в составе 7-го кавалерийского полка, а затем — на эту же должность в дивизионной школе.
В июне 1924 года И. С. Есаулов был осуждён военным трибуналом, однако в апреле 1925 года был освобождён, восстановлен в кадрах РККА и назначен на должность помощника начальника полковой школы 28-го кавалерийского полка (5-я Ставропольская кавалерийская дивизия).
В августе 1925 года направлен на учёбу в Крымскую кавалерийскую школу, однако уже в сентябре переведён в Тверскую кавалерийскую школу, после окончания которой в 1927 году направлен в 14-ю Майкопскую кавалерийскую дивизию и назначен на должность командира взвода в составе 59-го Подгайцевского кавалерийского полка. В феврале 1930 года переведён в 56-й Апшеронский кавалерийский полк в составе той же дивизии, после чего служил на должностях командира эскадрона и начальника полковой школы.
И. С. Есаулов в феврале 1936 года назначен на должность начальника штаба 26-го кавалерийского полка (5-я Ставропольская кавалерийская дивизия, Киевский военный округ). В ноябре направлен на учёбу на кавалерийские курсы усовершенствования командного состава РККА в Новочеркасск, которые окончил в апреле 1937 года и в октябре того же года назначен командиром 26-го кавалерийского полка, который вскоре переименован в 96-й. Будучи командиром этого полка, Есаулов принимал участие в походах Красной армии в Западную Украину (1939 год) и Бессарабию (1940 год).

### Великая Отечественная война
С началом войны полк под командованием полковника И. С. Есаулова в составе 2-го кавалерийского корпуса (9-я армия, Южный фронт) вёл оборонительные боевые действия на реке Прут в районе Кагул, Фельчул и Леова. 4 октября 1941 года назначен на должность командира 54-й кавалерийской дивизии, которая в том же месяце была передислоцирована на Калининский фронт, где вела боевые действия юго-восточнее Торжка, а затем участвовала в ходе Калининской наступательной операции.
В середине декабря полковник И. С. Есаулов направлен на формирование 11-го кавалерийского корпуса, 23 февраля 1942 года назначен на должность старшего помощника инспектора кавалерии Калининского фронта, а в июне — на должность заместителя командира 20-й кавалерийской дивизии, которая вскоре принимала участие в ходе Ржевско-Сычёвской наступательной операции, а в декабре вела боевые действия в тылу противника.
С января 1943 года полковник И. С. Есаулов состоял в распоряжении генерал-инспектора кавалерии Красной армии и в августе назначен на должность командира 68-й механизированной бригады (8-й механизированный корпус), которая в ноябре была направлена на 2-й Украинский фронт, после чего принимала участие в боевых действиях юго-восточнее Кременчуга в ходе битвы за Днепр.
В мае 1944 года назначен начальником штаба 59-й кавалерийской дивизии (Забайкальский фронт), а в июне 1945 года — заместителем командира этой же дивизии. В том же месяце дивизия после марша протяженностью 940 км была включена в состав конно-механизированной группы войск Монгольской народно-революционной армии под командованием генерал-полковника И. А. Плиева и во время Советско-японской войны принимала участие в Маньчжурской наступательной операции, в ходе которой, преодолев юго-восточную часть пустыни Гоби и девять перевалов отрога Большого Хингана, 19 августа заняла город Жэхэ.

### Послевоенная карьера
После окончания войны находился на прежней должности Забайкальско-Амурском военном округе. В июне 1946 года 59-я кавалерийская дивизия была переименована в 7-ю отдельную кавалерийскую дивизию.
В ноябре 1947 года назначен на должность заместителя командира 94-й стрелковой дивизии (Забайкальский военный округ).
Иван Спиридонович Есаулов 2 октября 1950 года вышел в отставку по болезни. Умер в 1969 году в Куйбышеве.

## Награды
- Орден Ленина (03.11.1944);
- Три ордена Красного Знамени (12.11.1941, 21.02.1945, 20.06.1949);
- Орден Кутузова 2 степени (31.08.1945);
- Орден Отечественной войны 1 степени (12.12.1943);
- Медали.